# تمسك (هرازبي الجنوبي)
تمسك (بالفارسية: تمسک) هي قرية تقع في إيران في قسم هرازبي الجنوبی الريفي. يقدر عدد سكانها بـ 114 نسمة .